# Zbudź się, Ferdynandzie
Zbudź się, Ferdynandzie – zbiór powiązanych z soba fabularnie opowiadań dla dzieci autorstwa Ludwika Jerzego Kerna, wydany po raz pierwszy w 1965 roku. Utwór jest kontynuacją książki Ferdynand Wspaniały.

## Treść
Książka opisuje dalsze losy psa, który we śnie spełnia swoje marzenia, by zostać człowiekiem. Książka składa się z czterech opowiadań, z których każde opisuje inną przygodę:
- Telepajęczarz - Ferdynand staje przed sądem, oskarżony o uchylanie się od płacenia abonamentu. Świadkiem jest Kaczor Donald. Skazany na grzywnę szuka pracy w cyrku
- Generał - Ferdynand, wzięty za generała, ma przyjmować defiladę. Problem jednak w tym, że w jego mówiącym mundurze brakuje kilku guzików. Rozpoczyna gorączkowe poszukiwania.
- Myśliwy - Ferdynand bierze udział w polowaniu na zające
- Właściciel parasola - Ferdynand marzący o kupnie parasola, stara się o pożyczkę w banku. Otrzymawszy ją odwiedza hodowcę parasoli